# Dicranomyia (Dicranomyia) sulphuralis chlorophylloides
Dicranomyia (Dicranomyia) sulphuralis chlorophylloides is een ondersoort van de tweevleugelige Dicranomyia (Dicranomyia) sulphuralis uit de familie steltmuggen (Limoniidae). De ondersoort komt voor in het Australaziatisch gebied.